# اودمولن
اودمولن (به هلندی: Oudemolen) یک منطقهٔ مسکونی در هلند است که در تینارلو واقع شده‌است.